# Сачіно
Сачіно (груз. საჩინო) — село в Грузії.
За даними перепису населення 2014 року в селі проживає 838 осіб.